# Frédéric Lancien
Frédéric Lancien (Concarneau, 14 de febrer de 1971) va ser un ciclista francès especialista en pista. Del seu palmarès destaca la medalla de bronze als Campionats del món de tàndem, juntament amb Denis Lemyre. Va participar als Jocs Olímpics d'Estiu de 1992.
Fou suspès per un control antidopatge.
Es va casar amb la també ciclista Nathalie Even, campiona olímpica.

## Palmarès
- 1992
  -  Campió de França de Quilòmetre
- 1995
  -  Campió de França de Keirin

### Resultats a laCopa del Món
- 1992
  - 1r a Hyères, en Quilòmetre
- 1993
  - 1r a Hyères, en Quilòmetre